# Liste des députés des Hautes-Pyrénées
 (mai 2025).
Cet article dresse la liste des députés élus dans le département français des Hautes-Pyrénées (65).

## Cinquième République

### Irelégislature(1958-1962)
| Circonscription          | Député            | Parti | Parti | Suppléant       | Autres mandats |
| ------------------------ | ----------------- | ----- | ----- | --------------- | -------------- |
| Première circonscription | René Billères     |       | RAD   | Antoine Corrège |                |
| Deuxième circonscription | Jacques Fourcade* |       | CNIP  | Pierre Pérus    |                |

* Mort en cours de mandat, remplacé par son suppléant Pierre Pérus.

### IIelégislature(1962-1967)
| Circonscription          | Député        | Parti | Parti   | Suppléant           | Autres mandats |
| ------------------------ | ------------- | ----- | ------- | ------------------- | -------------- |
| Première circonscription | René Billères |       | RAD     | Antoine Corrège     |                |
| Deuxième circonscription | Paul Thillard |       | UNR-UDT | Jacques Catherineau |                |

### IIIelégislature(1967-1968)
| Circonscription          | Député        | Parti | Parti | Suppléant    | Autres mandats |
| ------------------------ | ------------- | ----- | ----- | ------------ | -------------- |
| Première circonscription | René Billères |       | FGDS  | Romain Rey   |                |
| Deuxième circonscription | André Guerlin |       | FGDS  | Henri Lacaze |                |

### IVelégislature(1968-1973)
| Circonscription          | Député        | Parti | Parti | Suppléant       | Autres mandats |
| ------------------------ | ------------- | ----- | ----- | --------------- | -------------- |
| Première circonscription | René Billères |       | FGDS  | Romain Rey      |                |
| Deuxième circonscription | Paul Thillard |       | UDR   | Francis Pottier |                |

### Velégislature(1973-1978)
| Circonscription          | Député          | Parti | Parti | Suppléant                | Autres mandats |
| ------------------------ | --------------- | ----- | ----- | ------------------------ | -------------- |
| Première circonscription | André Guerlin   |       | PS    | Jean-Noël Capdevielle    |                |
| Deuxième circonscription | François Abadie |       | MRG   | Pierre-Henri Lacaze (PS) |                |

### VIelégislature(1978-1981)
| Circonscription          | Député          | Parti | Parti | Suppléant                | Autres mandats |
| ------------------------ | --------------- | ----- | ----- | ------------------------ | -------------- |
| Première circonscription | Pierre Forgues  |       | PS    | Jacques Bertrand         |                |
| Deuxième circonscription | François Abadie |       | MRG   | Pierre-Henri Lacaze (PS) |                |

### VIIelégislature(1981-1986)
| Circonscription          | Député           | Parti | Parti | Suppléant    | Autres mandats |
| ------------------------ | ---------------- | ----- | ----- | ------------ | -------------- |
| Première circonscription | Pierre Forgues   |       | PS    | Jean Burgaud |                |
| Deuxième circonscription | François Abadie* |       | MRG   | Jean Duprat  |                |

*Entre au gouvernement en 1981, remplacé par son suppléant Jean Duprat.

### VIIIeLégislature(1986-1988)
Scrutin proportionnel. Listes départementales.
| Député élu     |  | Parti     |
| -------------- |  | --------- |
| Pierre Bleuler |  | UDF (CDS) |
| Gérard Trémège |  | UDF (PR)  |
| Pierre Forgues |  | PS        |

### IXelégislature(1988-1993)
| Circonscription           | Député         | Parti | Parti    | Suppléant             | Autres mandats |
| ------------------------- | -------------- | ----- | -------- | --------------------- | -------------- |
| Première circonscription  | Pierre Forgues |       | PS       | Josette Durrieu       |                |
| Deuxième circonscription  | Claude Gaits   |       | MRG      | Claude Massourre (PS) |                |
| Troisième circonscription | Claude Miqueu  |       | PS diss. | Jean Duprat (MRG)     |                |

### Xelégislature(1993-1997)
| Circonscription           | Député                  | Parti | Parti   | Suppléant           | Autres mandats |
| ------------------------- | ----------------------- | ----- | ------- | ------------------- | -------------- |
| Première circonscription  | Gérard Trémège          |       | UDF-RPR | Roland Castells     |                |
| Première circonscription  | M. Pierre Forgues*      |       | PS      |                     |                |
| Deuxième circonscription  | Philippe Douste-Blazy** |       | UDF     | Jean-François Calvo |                |
| Troisième circonscription | Jean Glavany            |       | PS      | Jean Duprat         |                |

*Élu lors d'une élection partielle en 1995 après la démission de Gérard Trémège, qui souhaitait conserver la présidence de l'Assemblée des chambres françaises de commerce et d'industrie.

**Entre au gouvernement en mai 1993, remplacé par son suppléant Jean-François Calvo.

### XIeLégislature (1997-2002)
| Circonscription                               | Identité                  | Parti  | Suppléant(e)                | Autres mandats                                                |
| --------------------------------------------- | ------------------------- | ------ | --------------------------- | ------------------------------------------------------------- |
| Première circonscription des Hautes-Pyrénées  | M. Pierre Forgues         | PS     | André Fourcade (PRG)        | Conseiller régional de Midi-Pyrénées                          |
| Deuxième circonscription des Hautes-Pyrénées  | M. Philippe Douste-Blazy* | UDF-FD | Jean-François Calvo (RPR)   | Maire de Lourdes (1989-2000)                                  |
| Troisième circonscription des Hautes-Pyrénées | M. Jean Glavany**         | PS     | Chantal Robin-Rodrigo (PRG) | Maire de Maubourguet et président du Grand Tarbes (2001-2008) |

* : abandonne son siège en mars 2001 pour se faire élire en Haute-Garonne.**: nommé ministre de l'Agriculture et de la Pêche en octobre 1998, remplacé en novembre par sa suppléante, Chantal Robin-Rodrigo.

### XIIeLégislature (2002-2007)
| Circonscription                               | Identité                  | Parti | Suppléant(e)           | Autres mandats                                                            |
| --------------------------------------------- | ------------------------- | ----- | ---------------------- | ------------------------------------------------------------------------- |
| Première circonscription des Hautes-Pyrénées  | M. Pierre Forgues         | PS    | Josette Fourcade (PRG) | Conseiller régional de Midi-Pyrénées (vice- président de 2004 à 2010)     |
| Deuxième circonscription des Hautes-Pyrénées  | Mme Chantal Robin-Rodrigo | PRG   | André Pujo (PS)        | Vice-présidente du Conseil général des Hautes-Pyrénées (2004-)            |
| Troisième circonscription des Hautes-Pyrénées | M. Jean Glavany           | PS    | Annie Guittard         | Conseiller municipal d'Aureilhan et président du Grand Tarbes (2001-2008) |

### XIIIelégislature (2007-2012)
| Circonscription                               | Identité                  | Parti | Suppléant(e)           | Autres mandats                                                        |
| --------------------------------------------- | ------------------------- | ----- | ---------------------- | --------------------------------------------------------------------- |
| Première circonscription des Hautes-Pyrénées  | M. Pierre Forgues         | PS    | Josette Fourcade (PRG) | Conseiller régional de Midi-Pyrénées (vice- président de 2004 à 2010) |
| Deuxième circonscription des Hautes-Pyrénées  | Mme Chantal Robin-Rodrigo | PRG   | André Pujo (PS)        | Vice-présidente du Conseil général des Hautes-Pyrénées (2004-)        |
| Troisième circonscription des Hautes-Pyrénées | M. Jean Glavany           | PS    | Virginie Siani         | Conseiller municipal d'Aureilhan puis de Tarbes                       |

### XIVelégislature (2012-2017)
| Circonscription                              | Identité          | Parti | Suppléant(e)        | Autres mandats                                         |
| -------------------------------------------- | ----------------- | ----- | ------------------- | ------------------------------------------------------ |
| Première circonscription des Hautes-Pyrénées | M. Jean Glavany   | PS    | Isabelle Vaquié     | Conseiller départemental du canton d'Aureilhan (2011-) |
| Deuxième circonscription des Hautes-Pyrénées | Mme Jeanine Dubié | PRG   | François Tabel (PS) | Conseillère générale du canton de Galan (2008-2015)    |

### XVelégislature de laVeRépublique(2017-2022)
| Circonscription                              | Identité                   | Parti | Suppléant(e)        | Autres mandats                                      |
| -------------------------------------------- | -------------------------- | ----- | ------------------- | --------------------------------------------------- |
| Première circonscription des Hautes-Pyrénées | M. Jean-Bernard Sempastous | LREM  | Stéphanie Abbadie   | Maire de Bagnères-de-Bigorre (2013 - 2017)          |
| Deuxième circonscription des Hautes-Pyrénées | Mme Jeanine Dubié          | PRG   | François Tabel (PS) | Conseillère générale du canton de Galan (2008-2015) |

### XVIelégislature de laVeRépublique(2022-2024)
| Circonscription          | Député            | Parti | Parti | Suppléant             | Autres mandats |
| ------------------------ | ----------------- | ----- | ----- | --------------------- | -------------- |
| Première circonscription | Mme Sylvie Ferrer |       | LFI   | Benjamin-Florian Sire |                |
| Deuxième circonscription | M. Benoît Mournet |       | LREM  | Gaëlle Vallin         |                |

### XVIIelégislature de laVeRépublique(depuis 2024)
| Circonscription          | Député            | Parti | Parti | Suppléant             | Autres mandats |
| ------------------------ | ----------------- | ----- | ----- | --------------------- | -------------- |
| Première circonscription | Mme Sylvie Ferrer |       | LFI   | Benjamin-Florian Sire |                |
| Deuxième circonscription | M. Denis Fégné    |       | PS    | Pascale Labedens      | Maire d'Ibos   |

## Anciens députés
François Abadie, Paul Baratgin, René Billères, Pierre Bleuler, Jean-François Calvo, Philippe Douste-Blazy, Jean Duprat, Claude Gaits, Eugène de Goulard, Achille Jubinal, Pierre Mailhé, Claude Miqueu, Jacques Fourcade, André Guerlin,  Paul Thillard, Gérard Trémège

## Quatrième République

### Troisième législature (1956-1958)
René Billères (Rad)
Pierre Mailhé (Rad)
Jacques Fourcade (IPAS)

### Deuxième législature (1951-1956)
René Billères (Rad)
Pierre Mailhé (Rad)
Jacques Fourcade (RI)

### Première législature (1946-1951)
Jean Toujas (PCF)
René Billères (Rad)
Charles d'Aragon (MRP)

## Gouvernement Provisoire de la République Française

### Deuxième assemblée constituante (juin-novembre 1946)
Jean Toujas (PCF)
René Billères (Rad)
Charles d'Aragon (MRP)

### Première assemblée constituante (1945-1946)
Jean Toujas (PCF)
Paul Baratgin (Rad)
Charles d'Aragon (MRP) 

## IIIeRépublique

### Assemblée nationale(1871-1876)
- Eugène de Goulard, Centre droit, décédé le 4 juillet 1874, remplacé par Dominique Cazeaux, Appel au peuple (Bonapartiste), élu le 17 janvier 1875
- Anatole Desbons, Centre gauche
- Jean Adnet, Centre droit
- François Ducuing, Centre gauche
- Paul de Pasquier de Franclieu, Extrême-droite

### Irelégislature(1876-1877)
- Jean-Jacques Alicot
- Jean-Paul Duffo
- Dominique Cazeaux
- Jacques Darnaudat

### IIelégislature(1877-1881)
- Henry Le Tonnelier de Breteuil
- Dominique Cazeaux
- Jacques Darnaudat invalidé en 1878, remplacé par Anatole Desbons
- Félix Hippolyte Larrey

### IIIelégislature(1881-1885)
- Jean-Jacques Alicot
- Eugène Ténot
- Paul Devès
- Dominique Cazeaux

### IVelégislature(1885-1889)
- Henry Le Tonnelier de Breteuil
- Dominique Cazeaux
- François Féraud
- Pierre Soucaze

### Velégislature(1889-1893)
- Tarbes-2 : Achille Fould, Bonapartiste
- Argelès : Henry Le Tonnelier de Breteuil, Boulangiste, démissionne en 1892, remplacé par Jean-Jacques Alicot, Républicain
- Tarbes-1 : Martial Baile, Républicain
- Bagnères : François Féraud, Conservateur

Source : journal Le Temps du 24 septembre et du 8 octobre 1889 sur Gallica,.

### VIelégislature(1893-1898)
- Tarbes-2 : Achille Fould, Rallié
- Bagnères : Edmond Blanc, Républicain
- Tarbes-1 : Alphonse Pedebidou, Radical
- Argelès : Jean-Jacques Alicot, Républicain modéré

Source : journal Le Temps du 22 août et du 5 septembre 1893 sur Gallica,.

### VIIelégislature(1898-1902)
- Tarbes-2 : Achille Fould, Républicain
- Tarbes-1 : Alphonse Pedebidou, Radical Socialiste, élu sénateur en 1900, remplacé par Léopold Dasque, Non-inscrit (radical de gauche)
- Bagnères : Edmond Blanc, Républicain
- Argelès : Jean-Jacques Alicot, Républicain

Source : journal Le Temps du 10 mai et du 24 mai 1898 sur Gallica,.

### VIIIelégislature(1902-1906)
- Argelès : Achille Fould, Républicain ministériel
- Tarbes-1 : Léopold Dasque, Radical
- Tarbes-2 : Joseph Fitte, Radical
- Bagnères : Frédéric Ozun, Radical

Source : journal Le Temps du 29 avril et du 13 mai 1902 sur Gallica,.

### IXelégislature(1906-1910)
- Bagnères : Louis Noguès, Radical socialiste
- Tarbes-1 : Gaston Dreyt, Radical
- Tarbes-2 : Joseph Fitte, Radical
- Argelès : Jean-Jacques Alicot, Républicain progressiste

Sources : Journal Le Temps du 6 et du 22 mai 1906 sur Gallica - ,.

### Xelégislature(1910-1914)
- Argelès : Paul Dupuy, Républicain progressiste
- Bagnères : Louis Noguès, Radical socialiste
- Tarbes-1 : Gaston Dreyt, Radical socialiste
- Tarbes-2 : Joseph Fitte, Radical socialiste

Sources : Journal Le Temps du 24 avril et du 8 mai 1910 sur Gallica - ,.

### XIelégislature(1914-1919)
- Argelès : Paul Lacave-Laplagne, Gauche démocratique
- Bagnères : Louis Noguès, Radical socialiste
- Tarbes-1 : Gaston Dreyt, Radical socialiste, décédé le 10 janvier 1919, non remplacé
- Tarbes-2 : Joseph Fitte, Radical socialiste, décédé le 11 janvier 1915, non remplacé

Sources : Journal Le Temps du 28 avril et du 12 mai 1914 sur Gallica - ,.

### XIIelégislature(1919-1924)
Les élections législatives de 1919 furent organisées au scrutin proportionnel de liste. Elles marquèrent au niveau national la victoire du "Bloc national" de centre-droit.
Liste d'Union et d'action républicaine
- Maurice de Rothschild, Gauche républicaine démocratique
- Antoine Sempé, Gauche républicaine démocratique, décédé le 1er décembre 1922, non remplacé

Liste d'action républicaine et de rénovation nationale
- Alexandre Boué, Parti radical et radical-socialiste

Liste républicaine d'union démocratique et libérale
- Armand Achille-Fould, Entente républicaine démocratique

Source : Barodet, sur le site de l'Assemblée Nationale - https://bibnum.sciencespo.fr/s/catalogue/ark:/46513/sc16m2kz#?c=&m=&s=&cv=

### XIIIelégislature(1924-1928)
Les élections législatives de 1924 furent organisées au scrutin proportionnel de liste. Elles marquèrent au niveau national national la victoire du "Cartel des gauches".
Liste d'Union des Gauches
- Prosper Noguès, Conseiller général, maire de Bagnères-de-Bigorre, Parti radical et radical-socialiste, élu sénateur en 1925, remplacé par Alexandre Boué, conseiller général, maire de Tarbes, Parti radical et radical-socialiste, élu le 4 octobre 1925
- Bertrand Nogaro, Parti radical et radical-socialiste, Conseiller général

Liste républicaine d'Action agricole économique et sociale
- Armand Achille-Fould, Union républicaine démocratique

Source : Barodet sur le site de l'Assemblée Nationale - https://bibnum.sciencespo.fr/s/catalogue/ark:/46513/sc16m1m0#?c=&m=&s=&cv=

### XIVelégislature(1928-1932)
Les élections législatives furent au scrutin d'arrondissement majoritaire à deux tours de 1928 à 1936.
- Tarbes : Jean Desbons, Indépendant
- Argelès-Gazost : Armand Achille-Fould, Union républicaine démocratique
- Bagnères-de-Bigorre : Bertrand Nogaro, Radical-socialiste

Source : Élections législatives 22-29 avril 1928 de Georges Lachapelle - https://gallica.bnf.fr/ark:/12148/bpt6k320439r.texteImage#

### XVelégislature(1932-1936)
- Argelès-Gazost : Armand Achille-Fould, Centre républicain
- Bagnères-de-Bigorre : Bertrand Nogaro, Radical-socialiste, démissionne le 22 novembre 1934, remplacé par Gaston Manent, Radical-socialiste, élu le 24 février 1935
- Tarbes : Émile Dasque, Radical-socialiste

### XVIelégislature(1936-1940)
- Jean Desbons
- Armand Achille-Fould
- Gaston Manent

## Second Empire

### Irelégislature(1852-1857)
- Achille Jubinal
- Pierre Dauzat-Dembarrère

### IIelégislature(1857-1863)
- Achille Jubinal
- Pierre Dauzat-Dembarrère

### IIIelégislature(1863-1869)
- Adolphe-Ernest Fould
- Achille Jubinal

### IVelégislature(1869-1870)
- Adolphe-Ernest Fould
- Achille Jubinal

## IIeRépublique
Élections au suffrage universel masculin à partir de 1848

### Assemblée nationale constituante (1848-1849)
- Jean-Narcisse Dubarry
- Jean-Jacques Vignerte
- Jean-Pierre Cénac
- Bernard Lacaze
- Adrien Recurt
- Jean-Marie Joseph Deville

### Assemblée nationale législative (1849-1851)
- Jean-Marie Joseph Deville déchu en 1849, remplacé par Eugène de Goulard
- François Soubies
- Raymond de Ségur d'Aguesseau
- Bernard Lacaze
- Gustave Fornier de Saint-Lary

## Chambre des députés (Monarchie de Juillet)

### IreLégislature(1830-1831)
- Auguste-Charles-François Xavier de Lussy démissionne en 1830, remplacé par Jean-Paul Dintrans
- Jacques-Marie Fourcade
- Louis Antoine de Clarac

### IIeLégislature(1831-1834)
- Charles-Joseph Colomès de Juillan
- Edme Bernard Gauthier d'Hauteserve
- Jean-Paul Dintrans

### IIIeLégislature(1834-1837)
- Charles, Joseph Colomès de Juillan
- Edme Bernard Gauthier d'Hauteserve
- Jean-Paul Dintrans

### IVeLégislature(1837-1839)
- Charles, Joseph Colomès de Juillan
- Edme Bernard Gauthier d'Hauteserve
- Jean Marie Louis Laporte démissionne en 1838, remplacé par Jean-Paul Dintrans

### VeLégislature(1839-1842)
- Charles, Joseph Colomès de Juillan
- Edme Bernard Gauthier d'Hauteserve
- Jean-Paul Dintrans

### VIeLégislature(1842-1846)
- Charles Gras de Preigné
- Edme Bernard Gauthier d'Hauteserve démissionne ne 1845, remplacé par Eugène de Goulard
- Achille Fould

### VIIeLégislature(17/08/1846-24/02/1848)
- Eugène de Goulard
- Achille Fould
- Jean-Paul Dintrans

## Chambre des députés des départements (2eRestauration)

### Irelégislature(1815–1816)
- Louis Antoine de Clarac
- Bertrand Fornier de Saint-Lary
- Jean Bernard Marie Figarol

### IIelégislature(1816-1823)
- Louis Antoine de Clarac
- Jean-Baptiste Darrieux
- Bertrand Fornier de Saint-Lary
- Jean Bernard Marie Figarol

### IIIelégislature(1824-1827)
- Étienne Jean Guillaume Ducasse de Horgues
- Louis Antoine de Clarac
- Jean Bernard Marie Figarol

### IVelégislature(1828-1830)
- Auguste-Charles-François Xavier de Lussy
- Étienne Jean Guillaume Ducasse de Horgues
- Louis Antoine de Clarac

### Velégislature(23 juin 1830-28 juillet 1830)
- Auguste-Charles-François Xavier de Lussy
- Jacques-Marie Fourcade
- Louis Antoine de Clarac

## Chambre des représentants (Cent-Jours)
- Jacques Denis Laporte
- Bertrand Pinac
- Jean-Pierre Dauphole
- Bertrand Barère de Vieuzac
- Dominique-Joseph Garat

## Chambre des députés des départements (1reRestauration)
- Bertrand Fornier de Saint-Lary
- Basile Dauzat

## Corps législatif(1800-1814)
- Jean-François Xavier Noguès
- Bertrand Fornier de Saint-Lary
- Basile Dauzat
- Jean Lacrampe
- Jean-Pierre Dauphole
- Louis Ramond de Carbonnières

## Conseil des Cinq-Cents(1795-1799)
- Jean-Antoine Ozun
- Hilaire Casteran
- Jean-Pierre Barère
- Jean Lacrampe
- Jean-Pierre Dauphole
- Bertrand Barère de Vieuzac
- Jean-Baptiste Mailhe
- Jean-Pierre Picqué
- Brice Gertoux

## Convention nationale(1792-1795)
- Jean-Bertrand Féraud
- Jean Lacrampe
- Jean-Pierre Dauphole
- Bertrand Barère de Vieuzac
- Pierre Guchan
- Jean-Pierre Picqué
- Brice Gertoux
- Pierre Dupont de Bigorre

## Assemblée législative (1791-1792)
- Bertrand Fornier de Saint-Lary
- Jean Henri Couget
- Jean-Pierre Mailho
- Jean Joseph Dareau-Laubadère
- Brice Gertoux
- Pierre Joseph Darneuilh